# Aki (Schiff)
Die Aki (安芸) war ein Semi-Dreadnought-Schlachtschiff, das für die Kaiserlich Japanische Marine im ersten Jahrzehnt des 20. Jahrhunderts gebaut wurde und gehörte zur Satsuma-Klasse. Sie war das zweite in Japan gebaute Schlachtschiff und das erste, das Dampfturbinen als Antrieb benutzte. Das Schiff wurde nach der Provinz Aki benannt, die jetzt zur Präfektur Hiroshima gehört. Während des Ersten Weltkrieges nahm die Aki an keinen Kampfhandlungen teil und wurde später gemäß den Bestimmungen des Washingtoner Flottenabkommens von 1922 im gleichen Jahr entwaffnet und 1924 als Zielschiff versenkt.

## Hintergrund
Die Satsuma-Klasse wurde 1904 unter dem Marineersatzprogramm noch während des Russisch-Japanischen Krieges bestellt. Im Gegensatz zu den Vor-Dreadnought-Linienschiffen der Katori-Klasse waren die Aki und ihr Schwesterschiff, die Satsuma die ersten Schlachtschiffe, die auf japanischen Werften gebaut wurden. Für beide Schiffe mussten allerdings noch viele Teile importiert werden.
Als Hauptbewaffnung waren zwölf 305-mm-Geschütze vorgesehen, die in vier Doppel- und vier Einzeltürmen verteilt werden sollten (ein Doppelturm voraus, ein Paar Einzeltürme dahinter einander gegenüberliegend, mittschiffs ein Paar gegenüberliegende Doppeltürme, dahinter ein Paar einander gegenüberliegende Einzeltürme, dann ein Zwillingsturm achteraus). Eine ähnliche Konfiguration gab es bei der deutschen Nassau-Klasse von 1906. Wegen der Kosten des Russisch-Japanischen Krieges wurden anstelle der für die Seitendecks vorgesehenen acht 305-mm-Geschütze zwölf 254-mm-Geschütze jeweils in Doppeltürmen installiert. Die Wahl fiel jedoch nicht nur aus finanziellen Gründen auf das Kaliber 254 mm, auch die Schussfolge dieser Sekundärartillerie war höher als die der 305-mm-Geschütze.

## Bau und Einsatz
Die Aki wurde am 15. März 1906 auf der Marinewerft Kure auf Kiel gelegt und lief am 15. April 1907 vom Stapel. Dann wurde der Bau für etwa fünf Monate unterbrochen, nachdem beschlossen worden war, Dampfturbinen auf der Aki einzubauen. Die Turbinen für die Aki waren bereits im Lieferverzug und der ebenfalls im Bau befindliche Panzerkreuzer Ibuki schien als weniger wertvolles Schiff besser geeignet, diese neue Antriebsart zu testen und möglicherweise nötige Veränderungen gleich in die Turbinen der Aki einzubauen. Am 11. März 1911 wurde die Aki schließlich fertiggestellt.
Beim Kriegsausbruch im August 1914 war die Aki zur Überholung in der Marinewerft Kure. Nach der Beendigung der Überholung wurde sie dem 1. Schlachtschiffsgeschwader zugeteilt, bis sie 1918 dem 2. Geschwader zugewiesen wurde. Während des Ersten Weltkrieges nahm sie an keinen Kampfhandlungen teil. Von Dezember 1915 bis Dezember 1916 stand die Aki unter dem Kommando von Abo Kiyokazu, dem späteren Marineminister (3. Oktober 1930 – 31. Dezember 1931).
Die Aki wurde 1922 gemäß dem Washingtoner Flottenabkommen disarmiert, 1923 von der Schiffsliste der Kaiserlichen Marine gestrichen und zu einem Zielschiff umgebaut. Ihre Geschütze wurden der Kaiserlich Japanischen Armee übergeben. Die Geschütze wurden in die Reserve versetzt und 1943 verschrottet. Zwei Türme mit 254-mm-Geschützen wurden auf der Insel Jōgashima als Küstenartillerie zum Schutz der Bucht von Tokio aufgestellt. Die Aki wurde am 2. September 1924 in der Bucht von Tokio als Zielschiff von den Schlachtschiffen Kongō und Hyūga versenkt.

## Technik

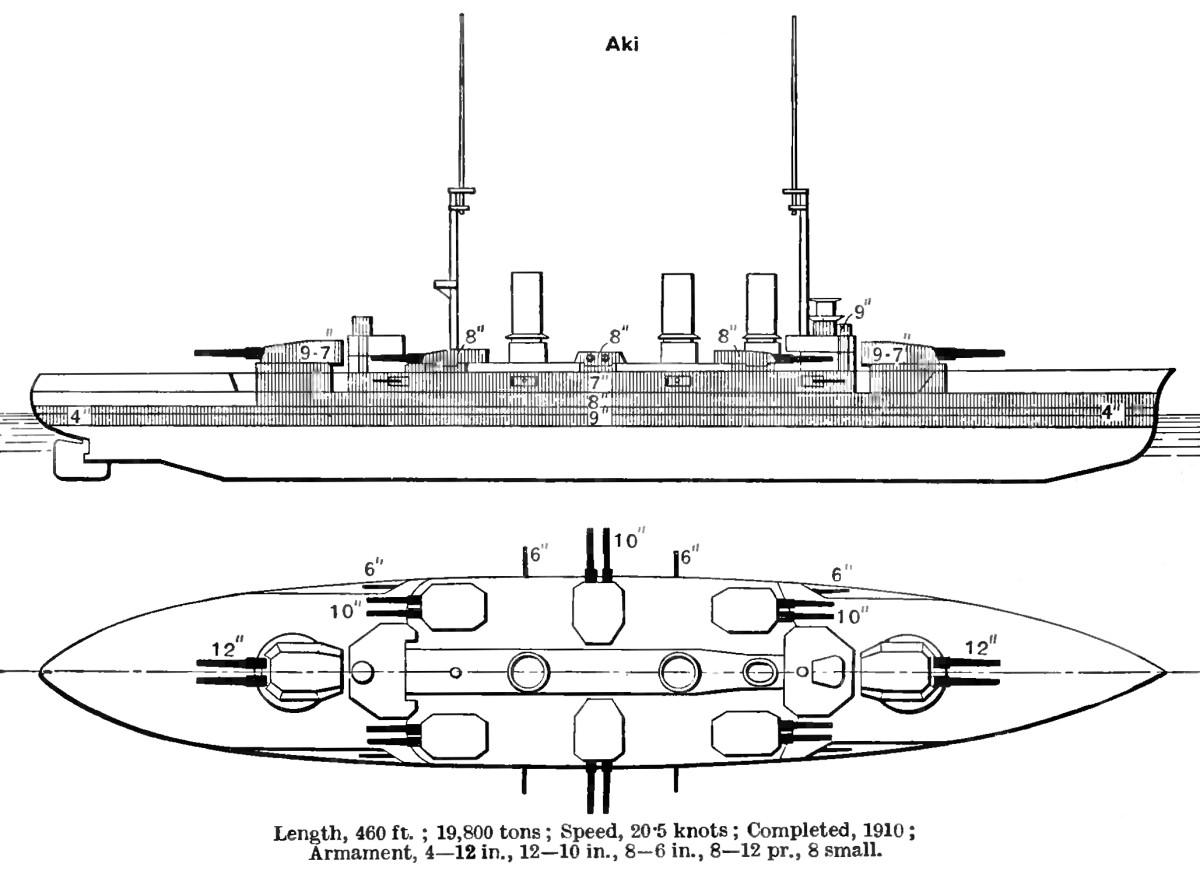
Entwurfszeichnung der Aki in „Brassey’s Naval Annual 1912“

### Schiffsmaße
Das Schiff hatte eine Gesamtlänge von 150 m, eine Breite von 25,5 m und einen normalen Tiefgang von 8,4 m. Sie verdrängte 22.150 t bei normaler Belastung. Die Besatzung bestand aus 931 Offizieren und Mannschaften.

### Antrieb
Die Aki war mit zwei Curtis-Dampfturbinen ausgestattet, die jeweils eine Welle antrieben und insgesamt Curtis-Dampfturbinen Shp (18.000 kW) entwickelten, mit der sie eine Höchstgeschwindigkeit von 20 Knoten (37 km/h) erreichte. Den Dampf erzeugten 15 Miyabara-Wasserrohrkessel, die mit einer Mischung aus Kohle und Schweröl beheizt wurden. Bei den Probefahrten erreichte sie 20,25 kn (37,5 km/h) mit 20.690 kW. Die Aki konnte maximal 3.050 t Kohle bzw. 175 t Heizöl mitführen, was ihr bei 10 Knoten (19 km/h) eine Reichweite von 9.100 Seemeilen (16.900 km) ermöglichte. Im Gegensatz zu ihrem Schwesterschiff hatte sie drei Schornsteine.

### Bewaffnung
Das Schiff war mit vier 305-mm-Geschützen mit der Kaliberlänge 45, also (30,5 cm × 45) 13,725 m langen Rohren in zwei Türmen vor und hinter den Aufbauten ausgestattet. Sie feuerten 386 kg schwere panzerbrechende Granaten über eine maximale Entfernung von 22.000 m und wurden von der Elswick Ordnance Company hergestellt. Die starke Mittelartillerie bestand aus sechs Doppeltürmen mit 254-mm-Geschützen mit der Kaliberlänge von 45 (11,43 m) der Firma Vickers Limited, von denen jeweils drei links und rechts von den Aufbauten standen. Wegen der großkalibrigen Mittelartillerie wurde das Schiff als Semi-Dreadnought bezeichnet. Außerdem hatte die Aki acht 152-mm-Schnellfeuergeschütze mit der Kaliberlänge von 45 in Kasematten im Rumpf, dazu noch 76,2-mm-Geschütze und vier Typ-3-Flugabwehrkanonen von gleichem Kaliber. An beiden Breitseiten hatte sie jeweils zwei und im Heck ein 457-mm-Unterwassertorpedorohr.

### Panzerung
Der Seitenpanzer der Aki bestand aus Krupp-Zementstahl mit einer maximalen Dicke von 229 mm mittschiffs. Er verjüngte sich zu den Enden des Schiffes auf 102 mm. Die Kasematten waren mit einer Panzerung von 152 mm versehen. Bei den Barbetten der Hauptartillerie war die Panzerung zwischen 180 und 240 mm stark. Der Panzer der Geschütztürme hatte eine maximale Stärke von 229 mm, das Deck war mit 52 bis 76 mm gepanzert und der Kommandoturm hatte eine Panzerung von 152 mm.